# Georg Heinrich Koch
Georg Heinrich Koch (* 6. Februar 1770 in Delkenheim; † 2. Mai 1846 ebenda) war ein nassauischer Schultheiß und Mitglied des Nassauischen Landtags.

## Leben
Georg Heinrich Koch wurde als Sohn des Landwirts und Schultheißen Johann Heinrich Koch (1742–1813) und dessen Ehefrau Anna Margaretha Runzheimer (1745–1803) geboren.
Er betrieb die väterliche Landwirtschaft und war Schultheiß in seinem Heimatort, als er aus der Gruppe der Grundbesitzer des Wahlkreises Wiesbaden ein Mandat für die Zweite Kammer des Nassauischen Landtags erhielt. Er blieb bis 1832 in dem Parlament.